# Коберг
Коберг (њем. Koberg) општина је у њемачкој савезној држави Шлезвиг-Холштајн. Једно је од 131 општинског средишта округа Херцогтум Лауенбург. Према процјени из 2010. у општини је живјело 772 становника. Посједује регионалну шифру (AGS) 1053069.

## Географски и демографски подаци
Коберг се налази у савезној држави Шлезвиг-Холштајн у округу Херцогтум Лауенбург. Општина се налази на надморској висини од 50 метара. Површина општине износи 12,0 km². У самом мјесту је, према процјени из 2010. године, живјело 772 становника. Просјечна густина становништва износи 64 становника/km².